# Municipio de Cliquot
El municipio de Cliquot (en inglés: Cliquot Township) es un municipio ubicado en el condado de Polk en el estado estadounidense de Misuri. En el año 2010 tenía una población de 572 habitantes y una densidad poblacional de 9,55 personas por km².

## Geografía
El municipio de Cliquot se encuentra ubicado en las coordenadas 37°42′24″N 93°28′42″O / 37.70667, -93.47833. Según la Oficina del Censo de los Estados Unidos, el municipio tiene una superficie total de 59.87 km², de la cual 59,83 km² corresponden a tierra firme y (0,06 %) 0,04 km² es agua.

## Demografía
Según el censo de 2010, había 572 personas residiendo en el municipio de Cliquot. La densidad de población era de 9,55 hab./km². De los 572 habitantes, el municipio de Cliquot estaba compuesto por el 98,08 % blancos, el 0,7 % eran amerindios, el 0,17 % eran asiáticos, el 0,35 % eran de otras razas y el 0,7 % eran de una mezcla de razas. Del total de la población el 0,87 % eran hispanos o latinos de cualquier raza.